# Ghati orientali

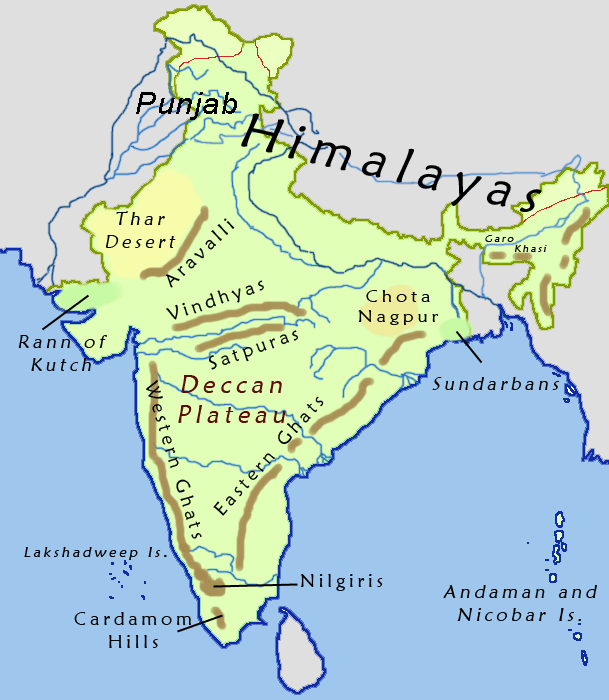
Cartina dell'India nella quale sono indicati i Ghati orientali

I Ghati o Gati orientali (in inglese Eastern Ghats) sono una catena montuosa dell'India che corre lungo la costa orientale affacciandosi sul golfo del Bengala. Formano una catena di montagne molto erose e segmentata dal percorso dei quattro principali fiumi dell'India meridionale, il Godavari, il Mahanadi, il Krishna e il Kaveri, nascenti tutti nella catena dei Ghati occidentali. Composti da basalto nero, le vette sono più basse rispetto a quelle dei Ghati occidentali e il punto culminante è raggiunto nello Stato indiano dell'Orissa.